# Wojna domowa w Libanie
Wojna domowa w Libanie – wojna domowa stoczona w latach 1975–1990 w Libanie, zakończona porozumieniem z Taif (1989).

## Geneza
Przyczyną wybuchu wojny były narastające antagonizmy wśród ludności zamieszkującej terytorium Libanu. Zmiany demograficzne, obecność uzbrojonych grup bojowników palestyńskich (którzy w latach 1948–1982 przybywali do Libanu jako uchodźcy), wmieszanie się Syrii, Izraela i Organizacji Wyzwolenia Palestyny w wewnętrzne sprawy Libanu doprowadziły do wybuchu walk wewnętrznych. Pierwsza strona konfliktu pozostawała na czele z radykalnie prawicowymi chrześcijańskimi Falangami Libańskimi wiernymi Baszirowi al-Dżumajilowi oraz milicjami Tygrysów prowadzonymi przez Danego Szamuna (syna byłego prezydenta Kamila Szamuna). Przeciwnikami Falangi i Tygrysów były zbrojne grupy palestyńskie częściowo zgrupowane w Organizacji Wyzwolenia Palestyny (al-Fatah, Front Wyzwolenia Palestyny, Demokratyczny Front Wyzwolenia Palestyny, Ludowy Front Wyzwolenia Palestyny), koalicja ugrupowań lewicowych muzułmanów oraz druzów z Libańskiego Ruchu Narodowego na czele z Kamalem Dżumblattem z druzyjskiej Socjalistycznej Partii Postępu) i Libańska Partia Komunistyczna skupiająca głównie chrześcijan.

## Przebieg konfliktu
Starcia zainicjowane zostały po tym, gdy w lutym 1975 roku został zastrzelony propalestyński parlamentarzysta libański Maarouf Saad (za zamachem prawdopodobnie stała libańska armia). Konflikt pogłębił się w następnym miesiącu, gdy siły Falangi dokonały masakry 27 Palestyńczyków i Libańczyków podróżujących autobusem linii Sabra-Szatila z obozu dla uchodźców do innego obozu Tall az-Zataru położonego w Bejrucie. Umiarkowane przywództwo al-Fatahu stojącego na czele OWP było przeciwne akcjom odwetowym. Sprzeciw ten nie spodobał się niektórym frakcjom OWP, a także niektórym radykalniejszym działaczom al-Fatahu. Wbrew stanowisku liderów OWP, Demokratyczny Front Wyzwolenia Palestyny przeprowadził kilka odwetowych ataków na armię libańską. Walki rozgorzały na pełną skalę. Początkowo siły Fatahu wsparł prezydent Syrii Hafiz al-Asad, jednak już wkrótce poparł on prawicowych chrześcijan. W 1976 walki stopniowo objęły terytorium całego Libanu, przyjmując postać najbardziej krwawych masakr i pogromów. W maju 1976 libański prezydent Sulajman Farandżijja zwrócił się do Izraela z prośbą o udzielenie pomocy wojskowej. Izrael zaczął wówczas dostarczać sprzęt wojskowy i amunicję do oddziałów chrześcijańskich maronitów. W czerwcu 1976 do Libanu wkroczyła syryjska armia, wymuszając na wszystkich stronach przyjęcie zawieszenia broni. Siły syryjskie wsparły prosyryjskie ugrupowanie palestyńskie As-Sa’ika i Ludowy Front Wyzwolenia Palestyny – Główne Dowództwo.
Mimo zawieszenia broni walki trwały dalej, a w 1976 roku sojusz milicji chrześcijańskiej z poparciem armii libańskiej i syryjskiej przystąpił do oblężenia Tall az-Zataru. Sześciomiesięczne oblężenie Tall az-Zatar zakończyło się zwycięstwem sił chrześcijańskich, które następnie przystąpiły do masakr. W wyniku tych działań zginęły tysiące Palestyńczyków.
Pod koniec lat 70. OWP przeprowadziło serię przygranicznych ataków na siły izraelskie. W odpowiedzi siły zbrojne Izraela w 1978 roku rozpoczęły operację Litani skierowaną przeciwko oddziałom OWP. W operacji wojska izraelskie wsparły siły libańskich chrześcijan. Celem misji było przejęcie kontroli nad południowym Libanem, aż do rzeki Litani. Izrael osiągnął ten cel, a OWP wraz z Arafatem wycofało się na północ do Bejrutu. Armia izraelska i Armia Południowego Libanu zajęły wąski pas ziemi, określony jako strefa bezpieczeństwa. W 1978 roku w czasie „wojny studniowej” Baszir al-Dżumajjil czasowo wyparł oddziały wojsk syryjskich z obszarów zamieszkanych przez chrześcijan.
W dalszym ciągu dochodziło do przygranicznych starć, w rezultacie czego w sierpniu 1981 roku OWP przyjęło trwającą do maja 1982 roku oficjalną politykę powstrzymywania się od odpowiedzi na izraelskie prowokacje. 6 czerwca 1982 roku wojsko izraelskie rozpoczęło inwazję na Liban w celu ponownego wydalenia sił OWP z południa kraju. Wkrótce wojska izraelskie rozpoczęły oblężenie i bombardowanie Bejrutu. Wraz z zakończeniem pierwszej fazy wojny domowej lider OWP Jasir Arafat, dowodzący siłami al-Fatahu w Tel al-Zaatarze, ledwo co uciekł z pogrążonego w ciężkich walkach miasta. Pod koniec oblężenia miasta USA i zaangażowane politycznie w konflikt państwa europejskie wynegocjowały umowę, na skutek której Arafatowi i OWP zagwarantowano bezpieczną ewakuację z terenów Libanu do Tunisu. Arafat powrócił jeszcze do Libanu rok po jego ewakuacji z Bejrutu, jednak został wygnany z miasta przez palestyńskich bojowników wiernych Hafizowi al-Asadowi. Arafat nie powrócił już do Libanu, choć zrobiło to wielu bojowników al-Fatahu, którzy kontynuowali walki w tym kraju. Atak wojsk izraelskich doprowadził do otwartej wojny z Syrią. Po wycofaniu się sił OWP przewodnictwo w walce z siłami prawicowych chrześcijan i Izraelem objęły grupy prosyryjskie, tj. Hezbollah i Ruch Amal, rekrutujące się spośród szyitów.
Podczas wojny ciągle zmieniały się sojusze. W czasie trwania konfliktu prawie każda strona łączyła się, a później zdradzała inną stronę. Lata 80. były okresem szczególnie gorącym, z ogromną ilością masakr (zarówno w stosunku do chrześcijan, jak i Palestyńczyków), po których Bejrut został zmieniony w ruinę. Wojna przyczyniła się do gospodarczej zapaści Libanu. Po podpisaniu porozumienia z Taif władzę w Libanie przejęli politycy prosyryjscy, a Syria wymusiła realizację rozejmu. W 1992 rozbrojono prawie wszystkie organizacje paramilitarne i odbyły się pierwsze od 1972 roku wybory do parlamentu, zbojkotowane przez większość partii chrześcijańskich.